# Scarus compressus
Scarus compressus е вид бодлоперка от семейство Scaridae. Видът не е застрашен от изчезване.

## Разпространение и местообитание
Разпространен е в Еквадор, Колумбия, Коста Рика, Мексико, Никарагуа, Панама, Салвадор и Хондурас.
Обитава крайбрежията и скалистите дъна на морета, заливи и рифове в райони с тропически и субтропичен климат. Среща се на дълбочина от 2 до 24 m, при температура на водата около 24,5 °C и соленост 35 ‰.

## Описание
На дължина достигат до 68 cm.
Популацията на вида е стабилна.